# Olentzero, gabonetako ipuina
Olentzero, Gabonetako Ipuina (Olentzero, conte de Nadal), estrenada en castellà amb el títol Anjé, la leyenda del Pirineo és una pel·lícula d'animació basca de 2002 dirigida per Juanjo Elordi, qui el 2005 en va dirigir la continuació Olentzero eta subilaren lapurreta (Olentzero i el robatori subtil). El guió es de Miguel Sánchez-Romero, Pablo Malo i Karmelo Vivanco.

## Argument
En la dècada del 1930 Fernando Salazor, conegut científic a nivell internacional, torna amb la seva filla Marie al seu poble natal, un petit poble del Pirineu, per tal de construir-hi una central hidroelèctrica. Aquest fet provocarà tensions entre un vell carboner i Fernando Salazar que provocaran la implicació d'un personatge màgic i misteriós, l'Olentzero, amb ajut d'Anjé, net del carboner.

## Nominacions
- Goya a la millor pel·lícula d'animació (2002)[3]